# 다케이시촌
다케이시촌(武石村)은 니가타현 가리와군에 있던 촌이다.

## 역사
- 1889년 4월 1일 - 정촌제 시행에 의해 가리와군 다케이시촌이 성립하였다.
- 1949년 7월 1일 - 요코사와촌, 나카사토촌, 나노카마치촌과 합병해 오구니촌이 되어 소멸하였다.

## 참고문헌
- 『市町村名変遷辞典』東京堂出版、1990年。